# Dendrobatinae
Dendrobatinae – podrodzina płazów bezogonowych z rodziny drzewołazowatych (Dendrobatidae).

## Zasięg występowania
Podrodzina obejmuje gatunki występujące w od Nikaragui na wschód do Gujany, na południe do wschodnich stoków Andów w Boliwii i dolnego dorzecza Amazonki w Brazylii.

## Podział systematyczny
Do podrodziny należą następujące rodzaje:
- Adelphobates Grant, Frost, Caldwell, Gagliardo, Haddad, Kok, Means, Noonan, Schargel & Wheeler, 2006
- Andinobates Twomey, Brown, Amézquita & Mejía-Vargas, 2011
- Dendrobates Wagler, 1830
- Excidobates Twomey and Brown, 2008
- Minyobates Myers, 1987 – jedynym przedstawicielem jest Minyobates steyermarki (Rivero, 1971)
- Oophaga Bauer, 1994
- Phyllobates Bibron, 1840
- Ranitomeya Bauer, 1986

oraz takson o niepewnej pozycji taksonomicznej:
- „Colostethus” ruthveni Kaplan, 1997